# 297 (tal)
297 är det naturliga talet som följer 296 och som följs av 298.

## Inom vetenskapen
- 297 Caecilia, en asteroid.

## Inom matematiken
- 297 är ett udda tal.
- 297 är ett dekagontal.